# Feulen
Feulen é uma comuna do Luxemburgo, pertence ao distrito de Diekirch e ao cantão de Diekirch.

## Demografia
Dados do censo de 15 de fevereiro de 2001:
- população total: 1.369
  - homens: 717
  - mulheres: 652
- densidade: 60,15 hab./km²
- distribuição por nacionalidade:

| Nacionalidade  | População | %      |
| -------------- | --------- | ------ |
| luxemburgueses | 1.034     | 75,53% |
| estrangeiros   | 335       | 24,47% |
| - portugueses  | 139       | 10,15% |
| - franceses    | 20        | 1,46%  |
| - italianos    | 61        | 4,46%  |
| - belgas       | 39        | 2,85%  |
| - alemães      | 7         | 0,51%  |
| - iuguslavos   | 16        | 1,17%  |
| - outros       | 53        | 3,87%  |

- Crescimento populacional:

| Ano        | População |
| ---------- | --------- |
| 15/02/2001 | 1.369     |
| 01/01/2002 | 1.423     |
| 01/01/2003 | 1.464     |
| 01/01/2004 | 1.459     |
| 01/01/2005 | 1.484     |